# Prosthodendrium naviculum
Prosthodendrium naviculum är en plattmaskart. Prosthodendrium naviculum ingår i släktet Prosthodendrium och familjen Lecithodendriidae. Inga underarter finns listade i Catalogue of Life.